# Naturliv
Naturliv eller vilde organismer (omfatter vilde dyr og vilde planter) refererer til utæmmede dyr og udyrkede plantearter, som kan eksistere i deres naturlige habitat, men som er kommet til at omfatte alle organismer, der vokser eller lever vildt i et område uden at blive introduceret af mennesker.
Naturliv kan findes i alle økosystemer; ørkener, sletter, græsarealer, skove og andre områder, inklusive de mest udviklede byområder, har alle forskellige former for naturliv.
Mens udtrykket i populærkulturen normalt refererer til vilde dyr og planter, der er uberørt af menneskelige faktorer, er de fleste forskere enige om, at meget naturliv er påvirket af menneskelige aktiviteter. Nogle vilde dyr truer menneskers sikkerhed, sundhed, ejendom og livskvalitet. Men mange vilde dyr, selv de farlige, har værdi for mennesker. Denne værdi kan være økonomisk, uddannelsesmæssig eller følelsesmæssig.